# Ich bin ein Star – Holt mich hier raus!/Staffel 1
Die erste Staffel der deutschen Reality-Show Ich bin ein Star – Holt mich hier raus! wurde vom 9. bis zum 20. Januar 2004 auf dem Privatsender RTL ausgestrahlt.
Costa Cordalis wurde vom Publikum im Finale zum ersten Dschungelkönig gewählt. Lisa Fitz wurde Zweite und Daniel Küblböck erreichte den dritten Platz.

## Moderatoren
Die erste Staffel wurde von Dirk Bach und Sonja Zietlow moderiert. Für die medizinische Betreuung der Teilnehmer war unter anderem der Rettungssanitäter Bob McCarron alias „Dr. Bob“ zuständig.

## Teilnehmer

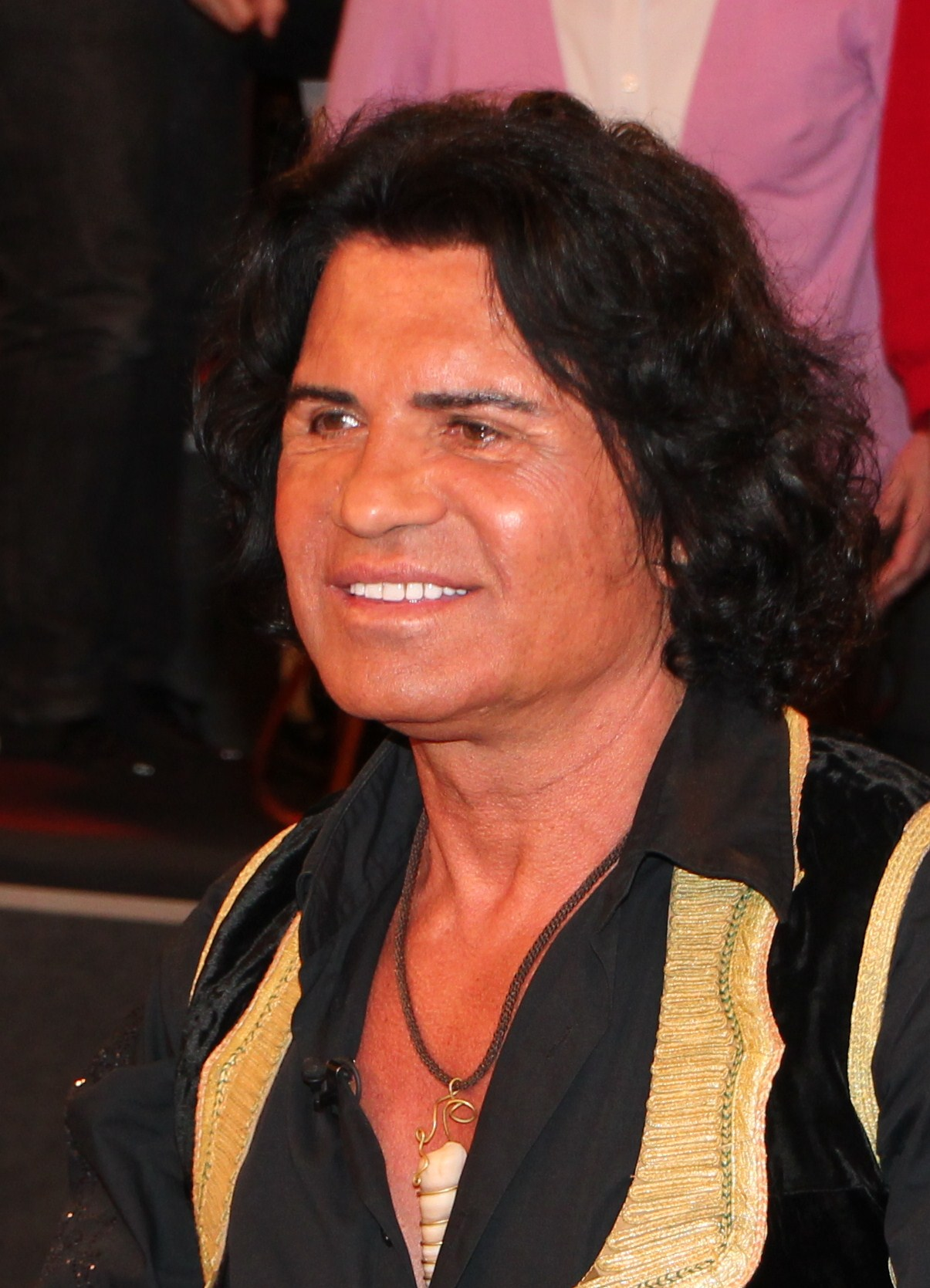
Costa Cordalis: Dschungelkönig der ersten Staffel

| Platz | Teilnehmer         | Bekannt als                                                           |
| ----- | ------------------ | --------------------------------------------------------------------- |
| 01    | Costa Cordalis †   | Schlagersänger                                                        |
| 02    | Lisa Fitz          | Kabarettistin, Schauspielerin, Sängerin                               |
| 03    | Daniel Küblböck †  | Schlager- und Popsänger, Kandidat bei Deutschland sucht den Superstar |
| 04    | Caroline Beil      | Fernsehmoderatorin, Schauspielerin                                    |
| 05    | Werner Böhm †      | Sänger, Musiker                                                       |
| 06    | Mariella Ahrens    | Schauspielerin                                                        |
| 07    | Susan Stahnke      | Schauspielerin, Fernsehmoderatorin, Sprecherin der ARD Tagesschau     |
| 08    | Antonia Langsdorf  | Fernsehastrologin, Moderatorin                                        |
| 09    | Carlo Thränhardt   | Leichtathlet                                                          |
| 110 1 | Dustin Semmelrogge | Schauspieler                                                          |

## Abstimmungsergebnisse
Die Abstimmungsergebnisse dieser Staffel wurden nicht veröffentlicht.

## Dschungelprüfungen
Von den 101 Rationen bzw. Sternen erspielten die Kandidaten insgesamt 74 Rationen bzw. Sterne. Somit wurden 73,26 % aller Rationen bzw. Sterne erspielt.
| Dschungelprüfungen der ersten Staffel | Dschungelprüfungen der ersten Staffel | Dschungelprüfungen der ersten Staffel | Dschungelprüfungen der ersten Staffel |
| Datum                                 | Kandidat(en)                          | Prüfung                               | Erspielte Rationen (Sterne) |
| ------------------------------------- | ------------------------------------- | ------------------------------------- | --- |
| 09. Januar 2004                       | Costa Cordalis                        | „Schlangengrube“                      | Sternsymbol · Sternsymbol · Sternsymbol · Sternsymbol · Sternsymbol · Sternsymbol · Sternsymbol · Sternsymbol · Sternsymbol · Sternsymbol |
| 10. Januar 2004                       | Daniel Küblböck                       | „Die Teufelsbrücke“                   | Sternsymbol · Sternsymbol · Sternsymbol · Sternsymbol · Sternsymbol · Sternsymbol · Sternsymbol · Sternsymbol · Sternsymbol               |
| 11. Januar 2004                       | Daniel Küblböck                       | „Kakerlakensarg“                      | Sternsymbol · Sternsymbol · Sternsymbol · Sternsymbol · Sternsymbol · Sternsymbol · Sternsymbol · Sternsymbol · Sternsymbol               |
| 12. Januar 2004                       | Daniel Küblböck                       | „Terroraquarium“                      | Sternsymbol · Sternsymbol · Sternsymbol · Sternsymbol · Sternsymbol · Sternsymbol · Sternsymbol · Sternsymbol · Sternsymbol               |
| 13. Januar 2004                       | Caroline Beil                         | „Hack-Attacke“                        | Sternsymbol · Sternsymbol · Sternsymbol · Sternsymbol · Sternsymbol · Sternsymbol · Sternsymbol · Sternsymbol · Sternsymbol               |
| 14. Januar 2004                       | Caroline Beil                         | „Kaffeeklatsch in der Hölle“          | Sternsymbol · Sternsymbol · Sternsymbol · Sternsymbol · Sternsymbol · Sternsymbol · Sternsymbol · Sternsymbol · Sternsymbol               |
| 15. Januar 2004                       | Costa Cordalis                        | „Sternenfänger“                       | Sternsymbol · Sternsymbol · Sternsymbol · Sternsymbol · Sternsymbol · Sternsymbol · Sternsymbol · Sternsymbol                             |
| 16. Januar 2004                       | Lisa Fitz                             | „Dschungel-Houdini“                   | Sternsymbol · Sternsymbol · Sternsymbol · Sternsymbol · Sternsymbol · Sternsymbol · Sternsymbol                                           |
| 17. Januar 2004                       | Werner Böhm                           | „Tunnel des Grauens“                  | Sternsymbol · Sternsymbol · Sternsymbol · Sternsymbol · Sternsymbol · Sternsymbol                                                         |
| 18. Januar 2004                       | Daniel Küblböck                       | „Von der Rolle“                       | Sternsymbol · Sternsymbol · Sternsymbol · Sternsymbol · Sternsymbol                                                                       |
| 19. Januar 2004                       | Caroline Beil Lisa Fitz               | „Höllische Bootsfahrt“                | Sternsymbol · Sternsymbol · Sternsymbol · Sternsymbol · Sternsymbol                                                                       |
| 20. Januar 2004                       | Lisa Fitz                             | „Dschungelfreude“                     | Sternsymbol · Sternsymbol · Sternsymbol · Sternsymbol · Sternsymbol                                                                       |
| 20. Januar 2004                       | Daniel Küblböck                       | „Hosen voll“                          | Sternsymbol · Sternsymbol · Sternsymbol · Sternsymbol · Sternsymbol                                                                       |
| 20. Januar 2004                       | Costa Cordalis                        | „Spinnennetz“                         | Sternsymbol · Sternsymbol · Sternsymbol · Sternsymbol · Sternsymbol                                                                       |

## Einschaltquoten
Die erste Staffel erreichte im Durchschnitt 6,74 Millionen Menschen. Dies entspricht einem Marktanteil von 31,3 Prozent. In der Zielgruppe der 14- bis 49-Jährigen wurde ein durchschnittlicher Marktanteil von 40,9 Prozent erreicht.
| Folgen mit Abstimmung „Wer muss zur Dschungelprüfung?“ |                     |           |        |           |        |               |
| Folge 1                                                | Fr, 9. Januar 2004  | 4,85 Mio. | 22,8 % | k. A.     | 31,7 % | [ 3 ] [ 4 ]   |
| Folge 2                                                | Sa, 10. Januar 2004 | 6,14 Mio. | 20,8 % | k. A.     | 31,6 % | [ 5 ]         |
| Folge 3                                                | So, 11. Januar 2004 | 6,28 Mio. | 28,5 % | k. A.     | 39,3 % | [ 6 ] [ 7 ]   |
| Folge 4                                                | Mo, 12. Januar 2004 | 5,48 Mio. | 37,7 % | k. A.     | 48,9 % | [ 7 ] [ 8 ]   |
| Folgen mit Abstimmung „Wer muss das Camp verlassen?“   |                     |           |        |           |        |               |
| Folge 5                                                | Di, 13. Januar 2004 | 7,18 Mio. | 33,3 % | 4,57 Mio. | 42,6 % | [ 9 ]         |
| Folge 6                                                | Mi, 14. Januar 2004 | 7,87 Mio. | 29,9 % | 5,35 Mio. | 43,1 % | [ 10 ] [ 11 ] |
| Folge 7                                                | Do, 15. Januar 2004 | 7,62 Mio. | 29,4 % | k. A.     | 42,1 % | [ 12 ] [ 13 ] |
| Folge 8                                                | Fr, 16. Januar 2004 | 7,50 Mio. | k. A.  | k. A.     | 41,7 % | [ 14 ]        |
| Folge 9                                                | Sa, 17. Januar 2004 | 7,07 Mio. | k. A.  | k. A.     | 41,3 % | [ 15 ]        |
| Folge 10                                               | So, 18. Januar 2004 | 7,29 Mio. | 31,8 % | k. A.     | 42,1 % | [ 16 ]        |
| Folge 11                                               | Mo, 19. Januar 2004 | 7,88 Mio. | 36,3 % | k. A.     | 44,9 % | [ 17 ] [ 18 ] |
| Finale                                                 |                     |           |        |           |        |               |
| Folge 12                                               | Di, 20. Januar 2004 | 8,33 Mio. | 43,4 % | 5,11 Mio. | 54,1 % | [ 19 ]        |

## Zusätzliche Sendungen im TV
- 21. Januar 2004: Ich bin ein Star – Holt mich hier raus! – Best of Staffel 1 (RTL)
- 11. März 2004: Ich bin ein Star – Holt mich hier raus! – Das große Wiedersehen mit Sonja Zietlow und Dirk Bach (RTL)